# Miniklasse
De miniklasse is een autoklasse waarin de kleinste en goedkoopste auto's vallen. De Europese Commissie en autoverhuurbedrijven omschrijven deze klasse meestal als A-segment. Andere benamingen zijn: "submini" of "stadsauto". Een klasse hoger wordt compacte klasse genoemd. De kleinste klasse wordt in Japan Kei car genoemd.

## Kenmerken
Auto's uit deze klasse zijn primair bedoeld voor gebruik in stedelijke gebieden. Kenmerkend voor deze klasse is dat modellen vaak maar met 1 of 2 motortypes verkrijgbaar zijn - vaak een 1.0 3 cilinder motor - , een beperkte lengte tot ongeveer 3,5 meter en 4 zitplaatsen. Het aanbod aan opties is beperkt; vaak is bijvoorbeeld geen trekhaak mogelijk. Het interieur is eenvoudig vormgegeven, gebruik makend van hardere materialen dan in hogere klassen. Tevens is de wielophanging eenvoudig; met name de constructie van de achteras is vaak sober uitgevoerd. De wegligging kent hierdoor een beperkte rijdynamiek en comfort vergeleken met hogere autoklassen.

## Miniklasseauto's
- Citroën C1
- Dacia Spring
- Fiat 500
- Fiat 500e
- Fiat Panda
- Ford Ka
- Hyundai i10
- Kia Picanto
- Mitsubishi Space Star
- Peugeot 108
- Renault Twingo
- Renault Twizy
- SEAT Mii
- Škoda Citigo
- Suzuki Celerio
- Smart ForTwo
- Smart ForFour
- Toyota Aygo
- Volkswagen up!

### Uitsluitend buiten de Benelux
- BYD Flyer
- Changhe-Suzuki Ideal
- Chery QQ
- Chery Riich M1
- Chevrolet Spark
- Daihatsu Cuore
- Daihatsu Move
- Daihatsu Copen
- Honda N-One
- Honda S660
- Naza Sutera
- Suzuki Alto
- Suzuki Lapin
- Tata Nano
- Tazzari Zero
- Toyota Pixis Mega

### Uit productie
- Citroën LN/A
- Chevrolet Matiz
- Fiat 126
- Fiat 600
- Fiat Cinquecento
- Fiat Seicento
- Nissan Pixo
- Opel Agila
- Opel Adam
- Opel Karl
- Peugeot 104-Z
- Peugeot 107
- Seat Arosa
- Seat Marbella
- Smart CityCoupé
- Smart CityCoupé Cabrio
- Subaru Mini Jumbo
- Subaru Vivio
- Suzuki Splash
- Toyota iQ
- Volkswagen Fox
- Volkswagen Lupo

Miniklasse · Economyklasse · Compacte middenklasse · Middenklasse · Hogere middenklasse · Topklasse · Gran Turismo · Sportwagen · Limousine · Multi-purpose vehicle · Sports utility vehicle · Terreinauto · Bestelwagen